# Municipio de Paddock (condado de Gage)
El municipio de Paddock (en inglés: Paddock Township) es un municipio ubicado en el condado de Gage en el estado estadounidense de Nebraska. En el año 2010 tenía una población de 385 habitantes y una densidad poblacional de 4,12 personas por km².

## Geografía
El municipio de Paddock se encuentra ubicado en las coordenadas 40°2′41″N 96°45′8″O / 40.04472, -96.75222. Según la Oficina del Censo de los Estados Unidos, el municipio tiene una superficie total de 93.5 km², de la cual 92,45 km² corresponden a tierra firme y (1,12 %) 1,05 km² es agua.

## Demografía
Según el censo de 2010, había 385 personas residiendo en el municipio de Paddock. La densidad de población era de 4,12 hab./km². De los 385 habitantes, el municipio de Paddock estaba compuesto por el 98,18 % blancos, el 0,78 % eran de otras razas y el 1,04 % eran de una mezcla de razas. Del total de la población el 0 % eran hispanos o latinos de cualquier raza.